# 쥬바쿠
《쥬바쿠》(金融腐食列島 呪縛, Jubaku: Spellbound)는 일본에서 제작된 하라다 마사토 감독의 1999년 드라마, 서스펜스 영화이다. 야쿠쇼 코지 등이 주연으로 출연하였고 하라 마사토 등이 제작에 참여하였다.

## 출연

### 주연
- 야쿠쇼 코지
- 나카다이 타츠야
- 후부키 준
- 시이나 깃페이
- 와카무라 마유미

### 조연
- 야지마 켄이치
- 나카무라 이쿠지
- 키노시타 호우카
- 미우라 하루마

## 기타
- 원작자: 다카스기 료
- 주제가: 나카야마 미호
- 미술: 도리야 교코
- 배역: 후쿠오카 야스히로